# Hornady
Hornady Manufacturing Company es un fabricante americano  de munición, componentes, componentes y equipamientos de recarga, ubicados en Grand Island - Nebraska.

## Historia
La compañía actualmente está a cargo de Steve Hornady, hijo de Joyce Hornady, desde la muerte de su padre en un accidente de avión el 15 de enero de 1981.

### Pacific Tool Company
Steve Hornady trabajó para Pacific Tool Company de 1960 a 1971, desde cuando la compañía se mudó de California a Nebraska hasta que fue comprada por Hornady. Siendo la  DL-366, la última prensa progresiva de Pacific Tool Company y la primera de Hornady, la cual todavía es fabricada por Hornady como el 366 Auto.

## Productos

### Munición
Hornady se enfoca en el mercado de caza deportiva, defensa personal y tiro al blanco. En el año 1990, Hornady XTP (Extreme Terminal Performance) ganó el premio "Indutry's Product Award of Merit"de 1990 de la Asociación Nacional de Comercializadores Federales Licenciados. La compañía fue el desarrollador original de los cartuchos.17 HMR y .17 HM2 rimfire, cada vez más populares para caza menor y el control de alimañas. 
Hornady también ha trabajado estrechamente con el fabricante de armas Sturm, Ruger para desarrollar la línea nueva de munición propietaria de Ruger, la cual incluye calibres como el .480 Ruger, .204 Ruger, y .375 Ruger.
La compañía desarrolló la munición LEVERevolution, la cual utiliza un spitzer bala con punta de elastómero blando para dar rendimiento aerodinámico mayor a munición comúnmente cargada con puntas planas para carabinas con sistemas de almacenamiento longitudinales característicos de las carabinas de palanca como medidas de seguridad. La nueva línea LEVERevolution permite almacenar munición en sistemas de almacenaje longitudinales de manera segura.
En el año 2012, Hornady lanzó la línea de munición "Zombie Max", aparentemente debido al creciente interés en "Zombie Shooting" en Estados Unidos.
Para la caza mayor, Hornady ha lanzado la munición Precision Hunter cargada con puntas de altos coeficientes balísticos para cada calibre; La munición Superformance, que permite aumentar la velocidad inicial de la munición entre 100 y 200 pies por segundo con respecto a la competencia, sin generar aumentos de presión en las recámaras de los rifles ni un mayor retroceso. 

#### 6.5mm Creedmoor
En 2007, Hornady desarrolló el 6.5mm Creedmoor, en conjunto con el ex marino y tirador competitivo David Tubb y el especialista de Hornady en balística, David Emary.

#### 300 PRC
El fabricante de munición americano Hornady conseguía el 300 Rifle de Precisión Cartucho SAAMI-estandarizado en 2018. En 2019  consiga C.I.P.-Estandarizado como el 300 PRC. El .375 Ruger el cartucho ha funcionado como el caso de padre para el .300 Precision Rifle Cartridge (300 PRC), el cual es esencialmente un necked-abajo versión del .375 Ruger.  El .375 Ruger caso de cartucho estuvo utilizado por Hornady como la base para un cartucho de gama largo extra nuevo desde entonces  tenga la capacidad para operar con presiones de cuarto alto qué, combinados con un cuello y garganta de barril optimizada para cargar relativamente mucho tiempo y pesado .308 diámetro muy-bajo-arrastrar balas sin la necesidad de sentar las balas profundamente rebajadas al resultado de caso en velocidades de morro adecuado de magnum sized tornillo-rifles de acción. Rifles chambered para el 300 Rifle de Precisión el cartucho tiene que ser capaz de manejar 3.70 en (93.98 ) cartuchos de longitud global.

### Recarga
Hornady Fabrica una gama de componentes de recarga que incluyen casquillos de cartucho, balas y cartuchos de escopeta. Hornady También produce una gama ancha handloading equipamientos como prensas, troquel, medidas de pólvora, balanzas, y herramientas diversas, así como el manual de recarga, que es actualmente está en su 11.ª edición.
Adicionalmente Hornady cuenta con diferentes líneas de proyectiles como la munición ELD-X de expansión controlada, la ELD-M específica para tiro deportivo, los proyectiles Interlock, que han demostrado su eficacia para la caza mayor en diversas condiciones y su línea de balas monolíticas, como la GMX y la CX. 